# Euherdmania solida
Euherdmania solida is een zakpijpensoort uit de familie van de Euherdmaniidae. De wetenschappelijke naam van de soort is voor het eerst geldig gepubliceerd in 1903 door Ritter.